# Луций Фуфидий Поллион
Лу́ций Фуфи́дий Поллио́н (лат. Lucius Fufidius Polliō; умер после 166 года) — римский государственный деятель второй половины II века.
О происхождении Поллиона ничего неизвестно. В 165 году он находился на посту легата пропретора Галатии. В 166 году Поллион занимал должность ординарного консула вместе с Квинтом Сервилием Пудентом. Его дочерью была Фуфидия Поллитта, супруга Гая Цереллия Сабина.